# Max Brod
Max Brod (27. května 1884, Praha – 20. prosince 1968, Tel Aviv) byl český židovský německy píšící spisovatel, překladatel a skladatel, člen Pražského kruhu. Zasloužil se o publikování literární pozůstalosti Franze Kafky a významnou měrou přispěl k jeho celosvětové proslulosti. Zasloužil se též o propagaci díla Franze Werfela. Byl mentorem Friedricha Torberga. Má rovněž zásluhy o šíření české kultury (zejm. díla Leoše Janáčka a Jaroslava Haška) v zahraničí.

## Život
Max Brod byl prvorozeným synem Adolfa Broda (1854–1933)bankovního úředníka, pozdějšího ředitele České banky Union v Praze, a jeho ženy Františky, rozené Rosenfeldové (1859–1931). V dětství ho postihlo vážné onemocnění páteře. Měl dva sourozence, mladšího bratra Ottu Broda (1888–1944), který zemřel v Osvětimi, a sestru Žofii (* 1892).
Vystudoval akademické gymnázium ve Štěpánské ulici v Praze. Poté studoval práva na Německé univerzitě v Praze a 3. května 1907 byl promován doktorem práv.
Brzy se začal zajímat o literaturu a jeho první literární práce se objevily již v první dekádě 20. století. Poté pokračoval v psaní prózy i literárních studií až do konce svého života. Zásadním způsobem se zasloužil o publikaci děl svého, v té době již zesnulého přítele Franze Kafky. K vydání připravil také Kafkovy deníky a korespondenci.
Po absolvování vysoké školy v roce 1907 byl Brod zaměstnán jako úředník (koncipista) u Pražského poštovního ředitelství. Na tomto zaměstnání jej, podobně jako jeho přítele, Franze Kafku, zaujala především relativně kratší pracovní doba, jež mu umožnila věnovat se i literární tvorbě. Pracoval tam do roku 1924, kdy se stal kulturním referentem československé vlády. V letech 1929 až 1939 byl hudebním a divadelním kritikem pražských německých novin Prager Tagblatt.
Před první světovou válkou začal silně pociťovat své židovské kořeny a živě se zajímal o sionistické hnutí Theodora Herzla. Po ustavení samostatného Československa byl jmenován viceprezidentem Židovské národní rady.
Dne 2. února 1913 se v Praze oženil s o rok starší Elsou Taussigovou (* 24. 8. 1883–1942), dcerou Eduarda Taussiga a Hermíny, rozené Wahleové.
V roce 1939 s manželkou Elsou emigroval do tehdejší Palestiny, kde v Tel Avivu pracoval jako divadelní dramaturg a kritik. Do Prahy se vrátil krátce v červnu 1964, aby zahájil kafkovskou výstavu. V Tel Avivu – v té době již ve státu Izrael – v roce 1968 zemřel.

### Pražské adresy
- 1884 (27. května): rodný dům staré Město, Haštalská čp. 1031/25. V únoru 2011 byla na budově odhalena pamětní deska s textem 27.5.1884 zde se narodil Max Brod, spisovatel, propagátor české kultury, nejlepší přítel Franze Kafky. Zemřel v Tel Avivu 20.12.1968. Slavnostního aktu se zúčastnil ministr zahraničí Karel Schwarzenberg a velvyslanci Izraele, Německa a Rakouska.[10]
- školní docházka – 1890–? : Nové Město, Panská č.1-3,  Piaristická kolej
- bydliště 1895-1898: Nové Město, Navrátilova čp. 1527/II[11]
- školní docházka ?–1902: Německé státní reálné gymnázium v Praze, Štěpánská 22 – zde maturoval.
- školní docházka – 1902–1907: Karlo-Ferdinandova univerzita – studium práv, zde se v roce 1902 seznámil s Franzem Kafkou.
- bydliště od 1899: Staré Město, Dům U Mladých Goliášů, Skořepka čp. 527/1 – zde se Franz Kafka 13. července 1912 seznámil se svou budoucí snoubenkou Felice Bauerovou
- bydliště od 1911: Staré Město: Řásnovka čp. 1056/I[12]
- 16. února 1914: Elišky Krásnohorské čp. 897/I[13]
- 18. září 1914–1938: Praha-Josefov, Břehová čp. 208/8.[14][2]

## Literární a publikační činnost
Na rozdíl od Kafky byl Brod od počátku úspěšným autorem. Jeho první román a v pořadí již čtvrtá kniha, Schloss Nornepygge (česky Zámek Nornepygge), vydaný v roce 1908, kdy bylo Brodovi dvacet čtyři let, byl veřejností nadšeně přijat. V Berlíně, centru tehdejší německé kultury, byla kniha vysoce oceněna jako významný příklad expresionismu. Za jeho nejvýznamnější knihu je považován román Wachposten (česky Hlídka), jehož spoluautor je pravděpodobně samotný Franz Kafka[zdroj?], který v té době pracoval na své knize Proces. I další díla zaznamenala velký ohlas a Brod se záhy v německých jazykových oblastech proslavil.
S Franzem Kafkou se Brod setkal poprvé v říjnu 1902, když ve studentském spolku přednášel o Arthuru Schopenhauerovi. Brod a Kafka, v té době rovněž student Německé univerzity v Praze, se spřátelili a scházeli se často, téměř denně. Na návštěvě u Maxe Broda se Kafka také setkal s jeho příbuznou a svou pozdější snoubenkou Felice Bauerovou. Max Brod patřil k nejbližším osobám Kafkova života. Byl mu oporou, povzbuzoval jej v literární tvorbě a snažil se mírnit jeho duševní krize. Pomáhal mu publikovat jeho texty. Kafka a Brod zůstali blízkými přáteli až do Kafkovy smrti v roce 1924. Než Kafka zemřel, ustavil ve své závěti, že jeho dosud nepublikovaná díla mají být zničena. Vykonavatelem poslední vůle určil Broda. Ten se však rozhodl Kafkovu pozůstalost vydat. Od roku 1925 začal Brod publikovat Kafkova díla z pozůstalosti, mj. romány Amerika (česky Amerika), Das Schloss (česky Zámek) či Der Prozess (česky Proces). V následujících třech desetiletích vydal šest svazků Kafkovy tvorby a jeho biografii.
Kromě Kafky stál Brod i za Franzem Werfelem a Karlem Krausem, ale jen do té doby, dokud se oba neodklonili od judaismu ke křesťanství. 
Pro českou kulturu je Brod významný tím, že se nadále zabýval tématy české literatury. Přičinil se o divadelní uvedení Haškova románu Dobrého vojáka Švejka v Berlíně a prosazoval v zahraničí Janáčkovy opery, jejichž libreta přeložil do němčiny. V roce 1962 vydal román Prodaná nevěsta: dobrodružný román ze života libretisty Karla Sabiny. V něm Sabinovu zradu obhajoval existenční nouzí, spolupráci s tajnou rakouskou policií musel podepsat proto, že po propuštění z osmiletého vězení nesehnal žádnou práci a musel uživit svou rodinu se dvěma malými dětmi. Vlastenci mu sice za emigraci slíbili odstupné, ale slib nedodrželi.

## Fotogalerie

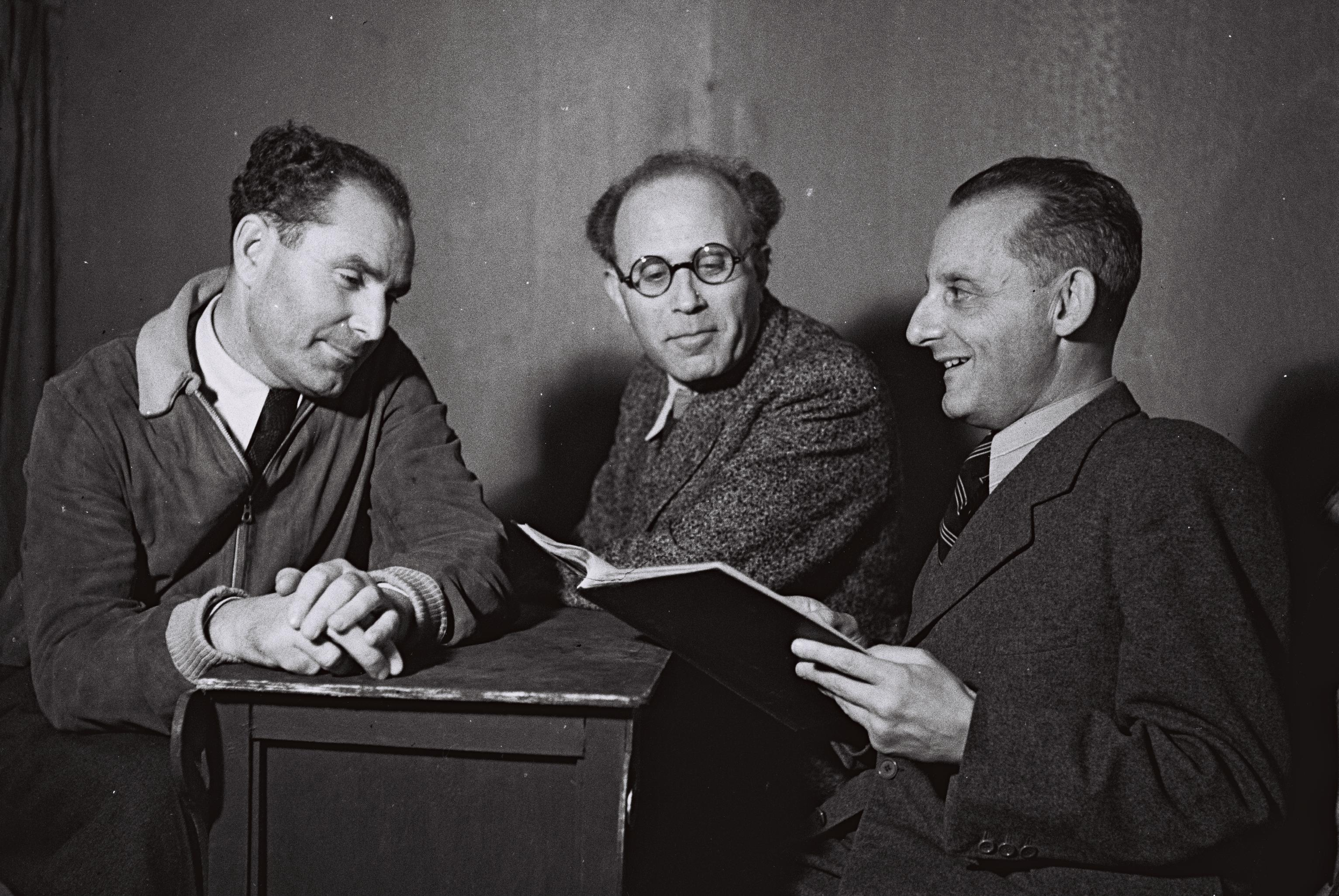
Max Brod jako ředitel divadla Habima (1942, vpravo s deskami)
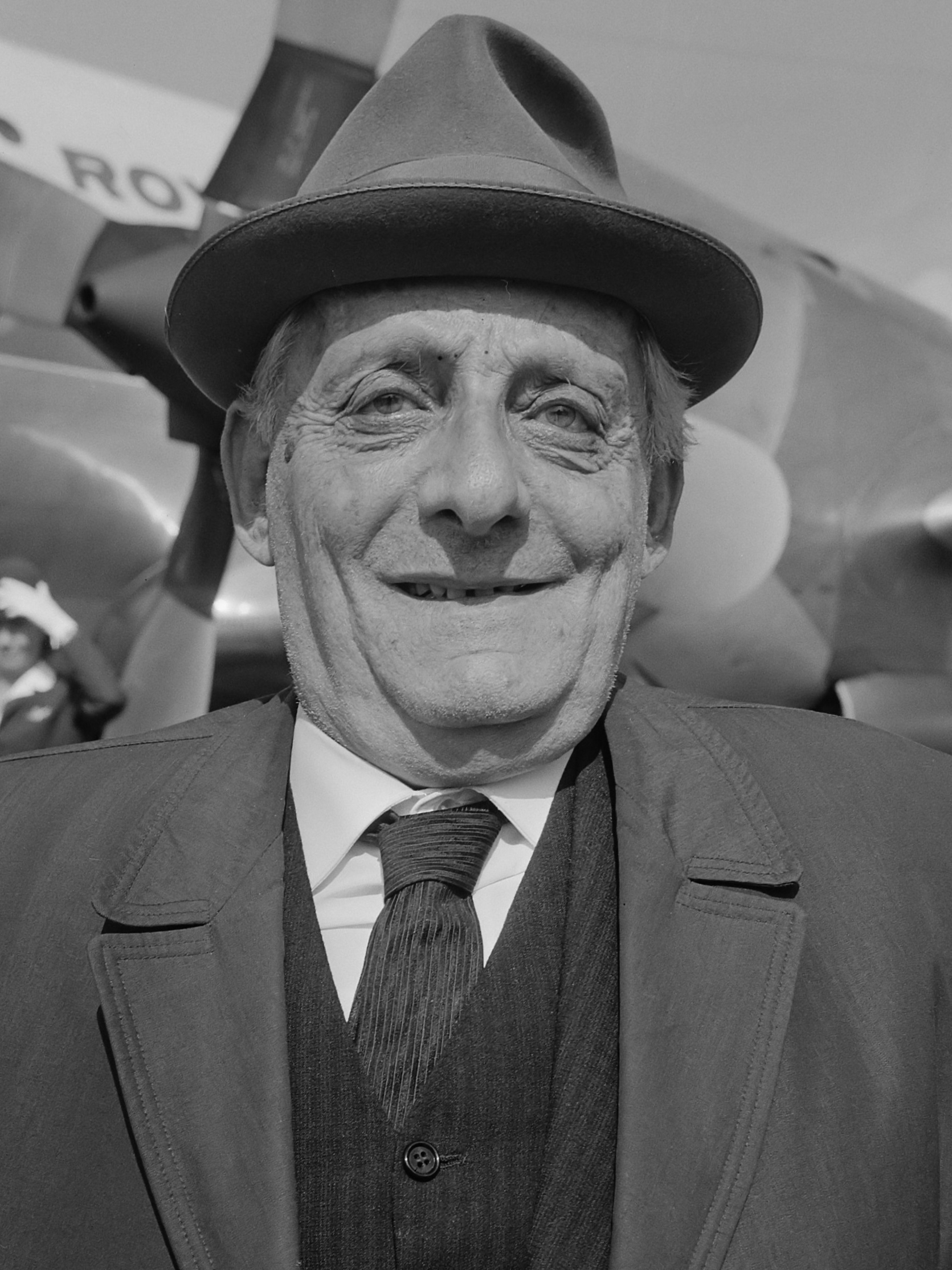
Max Brod (1965)
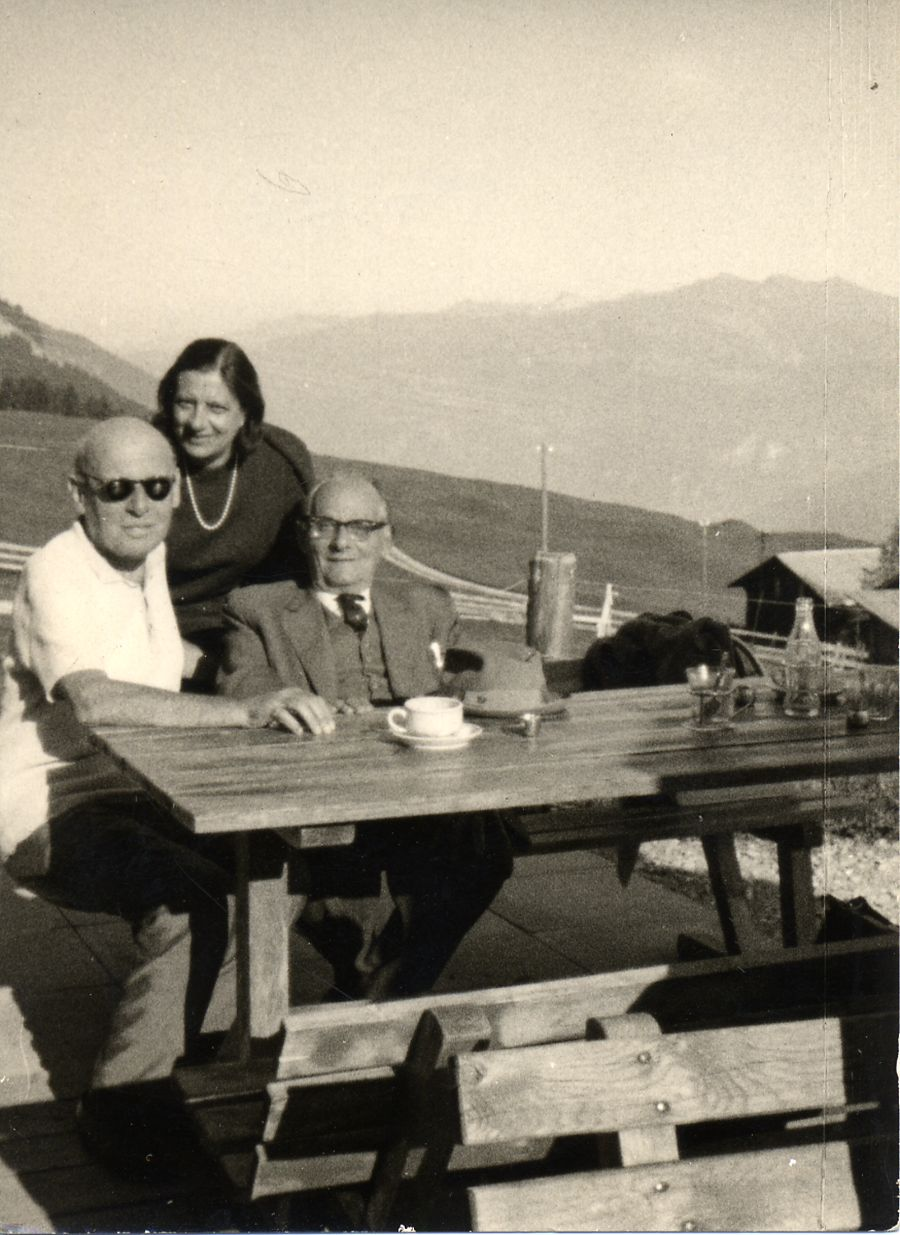
Skladatel Paul Ben-Haim s manželkou a Maxem Brodem (v saku)
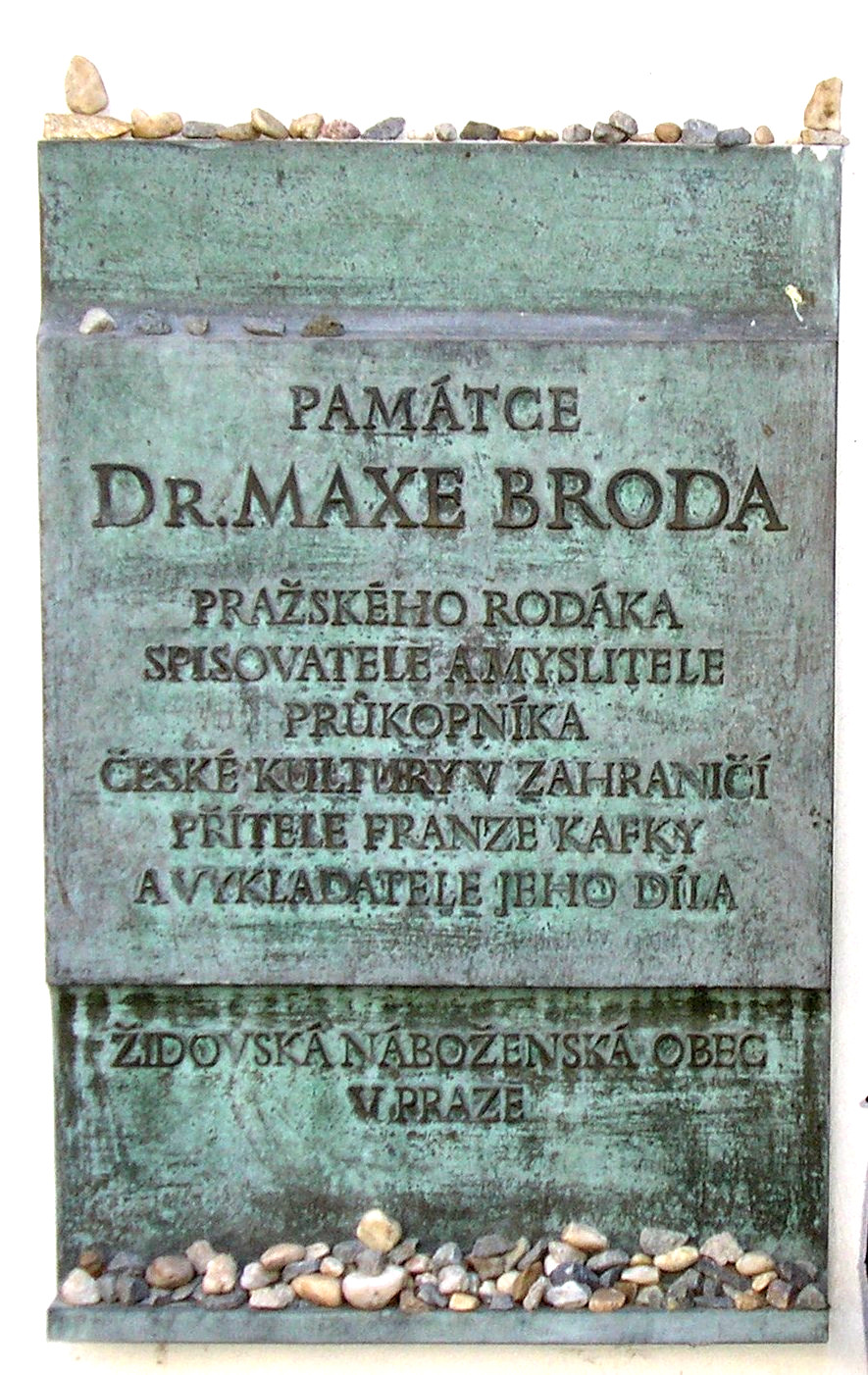
Pamětní deska Maxe Broda vedle hrobu Franze Kafky
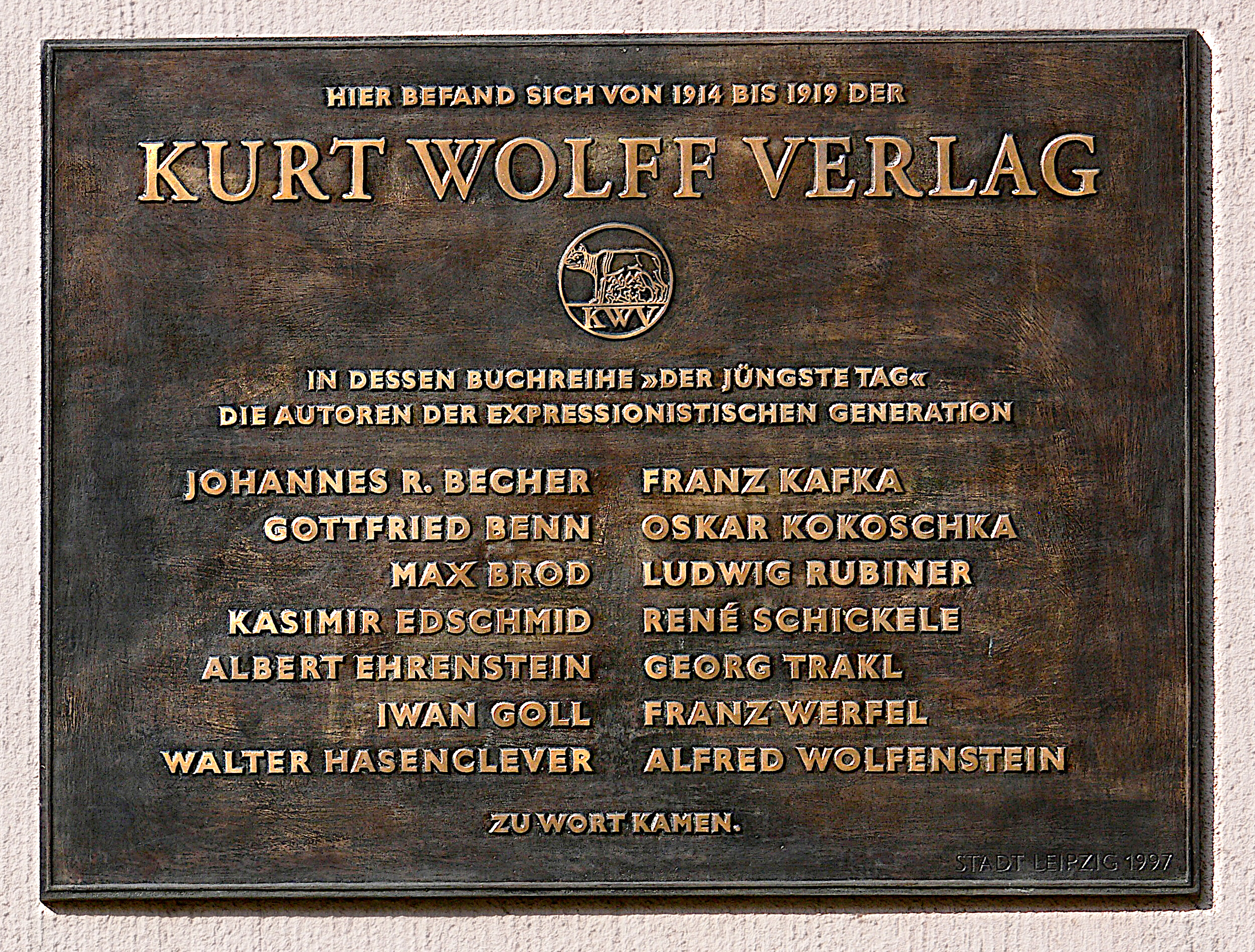
Pamětní deska nakladatelství 'Kurt Wolff Verlag' v Lipsku

## Hudební dílo
Od svých šesti let hrál Max Brod na klavír. Hudebně jej ovlivnil jeho přítel, houslista Adolf Schreiber (1883–1920), kterého též doprovázel na klavír. Brod byl rovněž hudebním skladatelem a je autorem 38 hudebních děl či cyklů. Jsou to především písně a cykly písní na texty Heinricha Heineho, Johanna Wolfganga von Goethe nebo Franze Kafky, ale také skladby pro klavír.

## Dílo
Z rozsáhlého díla Maxe Broda jsou zde vybrána nejdůležitější díla.

### Vlastní próza
- Wachposten, 1915. Román (česky Hlídka).
- Ein Kampf um Wahrheit. Románová trilogie (česky Boj za pravdu).
- Tycho Brahes Weg zu Gott, 1916. Román (česky Tychona Brahe cesta k Bohu).
- Reubeni, Fürst der Juden, 1925. Román (česky Rëubeni, kníže židovské).
- Galilei in Gefangenschaft 1948. Román (česky Galilei ve vězení).

### Teoretická pojednání
- Leoš Janáček: Leben und Werk, 1924. Biografie (česky Leoš Janáček: Život a dílo).
- Heidentum, Christentum und Judentum, 1922. Studie (česky Pohanství, křesťanství a židovství).
- Pražské hvězdné nebe : Hudební a divadelní zážitky z dvacátých let, překlad: Bedřich Fučík, Praha : Supraphon, 1969 – výbor hudebních a divadelních recenzí z Prahy 20. let.

### Překlady poezie
- 1916 Jüngste tschechische Lyrik : eine Anthologie, Berlin-Wilmersdorf : Verlag der Wochenschrift Die Aktion, autoři: Petr Bezruč, Otokar Březina, Viktor Dyk, Otokar Fischer, Stanislav Hanuš, Karel Hlaváček, Jiří Karásek ze Lvovic, Josef Kodiček, Petr Křička, Jan Svatopluk Machar[pozn. 1], Stanislav K. Neumann, Antonín Sova, Fráňa Šrámek, Erwin Taussig, Otakar Theer, Karel Toman, Richard Weiner, přeložili: Max Brod, Otto Pick a Rudolf Fuchs.[16]

### Překlady libret
- Její pastorkyňa (Jenůfa, překlad 1918)
- Zápisník zmizelého (Tagebuch Eines Verschollenen, 1921)
- Káťa Kabanová (Katja Kabanowa, 1922),
- Příhody lišky Bystroušky (Das schlaue Füchslein, 1925),
- Věc Makropulos (Die Sache Makropulos, 1926),
- Z mrtvého domu (Aus einem Totenhaus, 1930).

### Pražští němečtí autoři
- Franz Kafka, eine Biographie, 1937. Biografie (Franz Kafka: Životopis).
- Der Prager Kreis, 1966. Studie (česky Pražský kruh).
- Streitbares Leben: Autobiographie, 1960. Autobiografie (česky Život plný bojů).

### Hudební dílo (výběr)
- Mir träumte..., op. 1 (1900, upraveno 1940), text: Heinrich Heine
- Die Botschaft, op. 1b (1901, upraveno 1940), text: Heinrich Heine
- Drei Lieder des Todes, op. 24, text: Heinrich Heine
- Drei philosophisches texte, op. 27, text: Heinrich Heine
- La Méditerranée, rapsódie pro klavír, op. 28, věnováno
- Tod und Paradies, op. 35, (1951) dvě písně na texty z deníků Franze Kafky
- Acht Lieder aus Goethes "Chinesisch-Deutschen Jahres- und Tageszeiten" (für Ester), op. 32, osm písní na verše Johanna Wolfganga von Goethe
- klavírní kvintet Elégie dramatique, op. 33 [17]

## Dílo v českém překladu (výběr)

### Beletrie
- Česká služka. Malý román, se svol. spisovat. přel. Jan Osten, v Praze: Alois Lapáček, 1910
- Tychona Brahe cesta k bohu. Román, překlad Adolf Wenig, V Praze: F. Topič, 1917
- Franci čili Láska druhého řádu. Pražský román, Brno: Moravské Noviny, 1923
- Život s bohyní. Román, Praha: Pokrok, 1927
- Osudný rok. Román, přel. Pavel Eisner, Praha: Sfinx, Bohumil Janda, 1934
- Zázračný kaktus (Opuncie). Prominentní komedie o 3 jednáních, přel. Jan Grmela, v Praze: Evžen J. Rosendorf, 1934

- Město nemajetných, přel. Gabriela Veselá, in: Světová literatura, roč. 38, č. 2 (1993), s. 123–128, pozn. Povídka ze sbírky Experimenty